# Hôtel de Miramion
Pour les articles homonymes, voir Miramion.
L'hôtel de Miramion est un hôtel particulier parisien, situé au 47, quai de la Tournelle, dans le 5e arrondissement.
Il a longtemps abrité le Musée de l'AP-HP (Assistance publique - Hôpitaux de Paris), ainsi que  certains services du siège de l'AP-HP. Le musée est fermé depuis le 30 juin 2012. L'hôtel a été  vendu par l'AP-HP, prétendument afin de dégager des ressources financières pour investir dans la modernisation des hôpitaux.

## Histoire

### Au temps des Bernardins
Implanté dans le quadrilatère délimité par le boulevard Saint-Germain, les quais de Seine, la rue de Pontoise et la rue des Bernardins, dans un quartier voué aux études théologiques et à l’enseignement et où la Réforme catholique s’affirme avec force au XVIIe siècle, l’hôtel de Miramion, d’abord connu sous le nom de son premier propriétaire, Christophe Martin, fut édifié dans l’enclos des Bernardins. 
Ce terrain faisait partie du clos du Chardonnet, bande de terre s’étendant de la Seine au plateau boisé de Saint-Étienne du Mont et bordé par la Bièvre. Ce n’est qu’après les invasions normandes que le peuplement de cette zone se développe et transforme l’aspect du territoire. Des établissements monastiques s’y installent. Des paroisses nouvelles marquent le début de l’urbanisation ; la première chapelle Saint-Nicolas-du-Chardonnet est construite vers 1230 pour les bateliers de la Seine.
Un abbé de Clairvaux, le moine cistercien Étienne de Lexington, convaincu que le renouveau de l’Église passe par la formation, a alors l’idée de fonder à Paris un établissement pour les religieux de son abbaye : construit en 1247 à l’abri de la muraille de Philippe-Auguste, le vaste ensemble comprend un collège doté d’un immense réfectoire au rez-de-chaussée, une église paroissiale et des bâtiments monastiques. Mais le coût d’entretien amène les moines à vendre à la fin du XVe siècle une partie de leurs terres. 
Au cours des XVIe et XVIIe siècles, les constructions se multiplient. Des familles influentes voient là l’occasion de se faire construire un hôtel particulier comme l’hôtel de Nesmond, l’hôtel de Selve (habitation du 1er président du Parlement de Paris) et l’hôtel de Christophe Martin.

### Au temps de Christophe Martin
Au XVIIe siècle, les occupants des maisons du quai de la Tournelle étaient pour la plupart des financiers, en particulier les gestionnaires des Écuries de la Maison du Roi : ils géraient pour le Roi le marché de voitures, de harnais et de chevaux de la Grande Écurie, ce qui représentait une source d’enrichissement considérable.
Christophe Martin, cousin des propriétaires de l’hôtel de Selve et notable bien connu dans le quartier, appartient à ce milieu. Conseiller d’État, Intendant et Contrôleur général des Écuries du Roi, il acquiert  vers 1630 une maison édifiée au cours du XVIe siècle qu’il agrandit et décide de transformer en demeure aristocratique.
Il achète et loue, pour étendre son domaine, une partie des terres des Bernardins jusqu’à avoir environ un hectare. Il transforme le logis du quai, prolonge l’aile du XVIe siècle et ajoute deux travées pour allonger la cour d’honneur ; il construit un logis principal en fond de cour, dont la façade présente une alternance de lucarnes arrondies et d’œil-de-bœufs, et adopte pour la façade sur jardin, mesurant le double de celle de la cour, une certaine monumentalité. L’ordonnance et le décor des bâtiments témoignent d’une recherche de style et offrent une ressemblance avec l’hôtel d'Aumont construit à la même époque. Il est d’ailleurs, comme lui, attribué à François Mansart.

### Au temps de Madame de Miramion
En 1675, quelques années après la mort de Christophe Martin, Madame de Miramion, qui seconde Vincent de Paul dans ses œuvres de charité, se porte acquéreur de l’hôtel.
Surnommée par Madame de Sévigné, « mère de l’Église », très pieuse, elle a décidé, à la suite d'un veuvage précoce, de se consacrer à Dieu, aux pauvres, et à l’éducation des filles (elle n’a pas 17 ans quand elle devient veuve après 7 mois de mariage). Après avoir fondé en 1662 la communauté de la Sainte Famille, composée de 7 à 8 personnes, vouée aux soins des malades et à l’instruction des petites filles pauvres, elle décide de la réunir à celle des Filles de Sainte Geneviève, fondée près de 30 ans auparavant par Mlle de Blosset, et l’installe dans l’hôtel qu’elle vient d’acquérir.

### Le couvent des Miramiones: une communauté laïque
Unies par le désir de se consacrer à Dieu et aux autres, les Miramiones (ainsi les appelle la langue populaire) se consacrent à l’instruction, à l’éducation religieuse, aux soins des pauvres et des malades.
- L’instruction :
  - Enseignement des petites filles de la paroisse : 3 classes externes gratuites de 50 enfants
  - Formation des maîtresses d’écoles
  - Conférences aux femmes et aux filles de l’Hôtel-Dieu
  - Instruction des femmes de la campagne logées et nourries gratuitement à l’occasion des retraites.

- L’éducation religieuse :
  - Organisation de retraites
  - Organisation de séances de catéchisme

- Les soins aux pauvres et aux malades de la paroisse :
  - Pansements, saignées et distributions de remèdes
  - Distributions de soupes
  - Transport des blessés à l’Hôtel-Dieu et visite de malades
  - Fabrication de remèdes, onguents à partir des simples cultivées dans le jardin, ou autres préparations comme le « céroène »[2] ou « emplâtre des Miramiones », destiné à calmer les douleurs liées à un effort violent (fabriqué avec de la résine de pin, de la poix navale, de la cire jaune, du suif de mouton, de la terre bolaire, de la myrrhe, de l'oliban et du minium)[3].

La vie communautaire se calque sur celle des Dames de la Charité, obéissant à quelques règles précises :
- Pas d’admissions avant 18 ans
- Programmation stricte des activités quotidiennes entre 5 h du matin et 9 h 30 du soir
- Conservation du nom patronymique
- Port d’un vêtement discret et modeste
- Chambre particulière (il y avait 37 cellules individuelles) et autorisation de recevoir des personnes extérieures dans un parloir
- Participation aux activités de la paroisse : à l’origine il n’y a pas de chapelle dans l’hôtel.

Madame de Miramion meurt en 1696. Les Filles de Saint Geneviève continuent d’y vivre pendant une centaine d’années.

### Après la Révolution française
D’abord épargnée par les mesures de sécularisation des biens du clergé, prises en 1789-1790, la communauté est dissoute en 1794 et ses locaux progressivement affectés à des ateliers d’armes et aux logements des maîtres et ouvriers des forges de guerre. En 1812, le Conseil général des hospices décide d’y transférer la Pharmacie générale des hospices installée depuis 1796 dans l’ancien hôpital des Enfants-Trouvés, sur l’île de la Cité. Pendant à peu près 150 ans, la Pharmacie centrale occupe l’Hôtel de Miramion. 

## Un monument protégé
En 1926, l'Hôtel de Miramion est inscrit au titre des monuments historiques par arrêté du 22 février 1926. Sous l'impulsion du ministre des Beaux-Arts[Qui ?] du gouvernement de Daladier[Lequel ?] : « les façades sur cour et sur jardin, le plafond à poutres peintes et les boiseries » sont protégées au titre des monuments historiques. L’installation en 1934 du Musée de l'AP-HP est une étape importante de la mise en valeur de cet ensemble architectural.

## Le Musée de l'AP-HP
Créé en 1934, le Musée de l'AP-HP est le musée hospitalier le plus ancien en France, celui dont les collections sont les plus représentatives de l'histoire hospitalière.
Musée de France, il a recueilli plus de 10 000 œuvres, objets et documents dont la diversité témoigne des nombreux aspects de la vie hospitalière. L’histoire de l'hôpital à Paris depuis le Moyen Âge jusqu’à nos jours, y est évoquée dans ses différentes composantes: histoire sociale et religieuse, histoire de la médecine et des professions de santé, histoire des représentations du corps et de la maladie. Parallèlement à la présentation de ses collections permanentes, un jardin des simples ainsi que des faïences permet au visiteur de retrouver les plantes mentionnées dans les collections pharmaceutiques du musée et cultivées pour leurs vertus curatives dans les hôpitaux d’autrefois.
À l’attention de ses visiteurs, le musée permet de mettre en perspective les pratiques de santé actuelles, en repérant les héritages et les ruptures. Il propose également de mieux connaître et comprendre l’hôpital comme miroir des transformations de la société.
L'hôtel de Miramion est mis en vente par appel d'offres (surface utile de 3 820 m²), le musée est fermé depuis le 30 juin 2012 ; il devait rouvrir ses portes à nouveau à l'Hôtel-Dieu de Paris, mais ce projet à depuis été remis en cause.

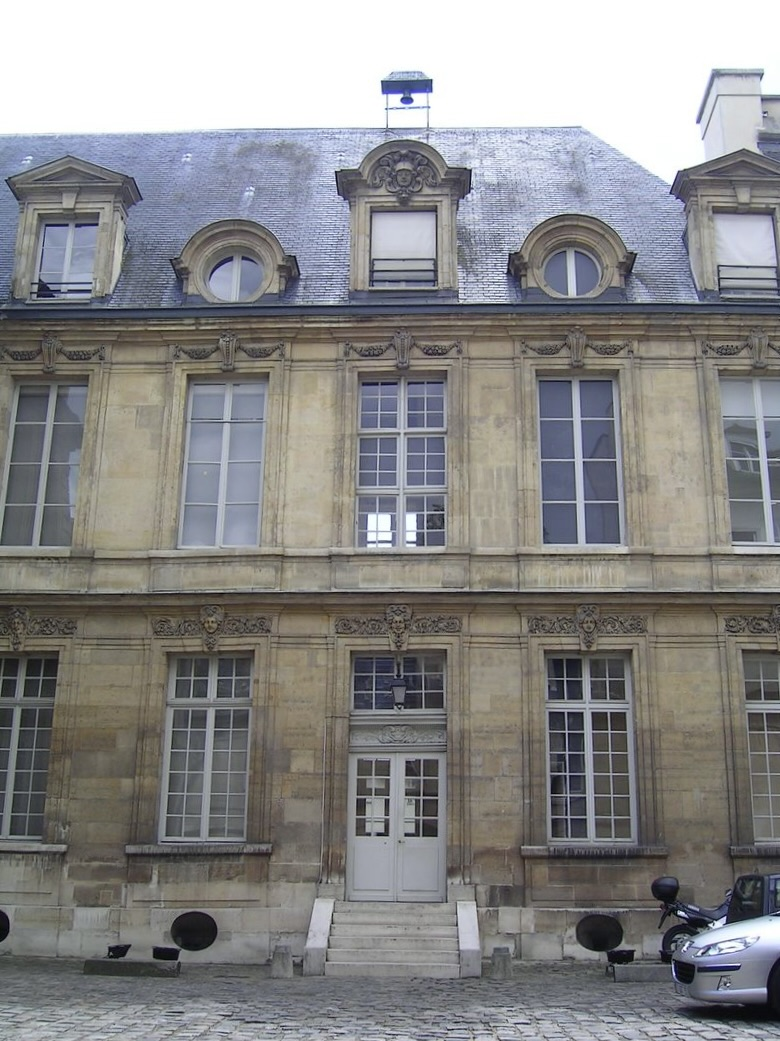
Cour intérieure.
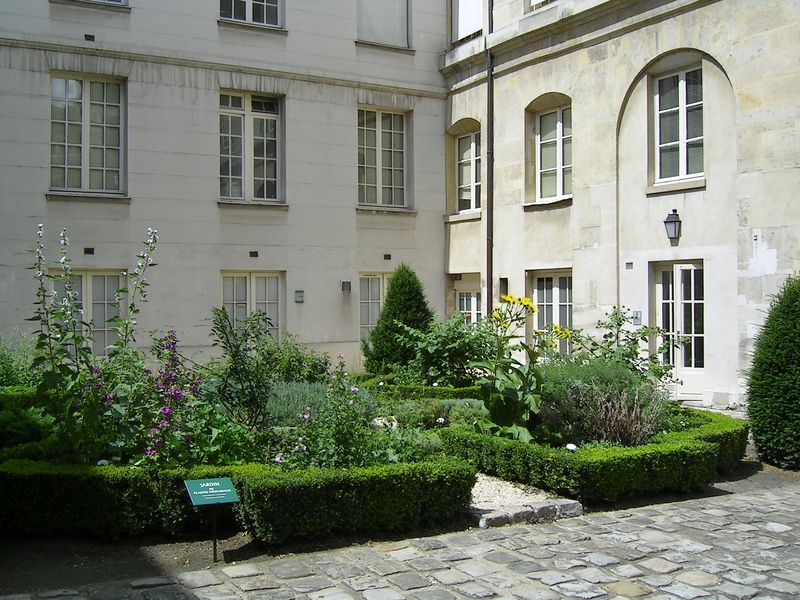
Jardin des plantes médicinales.
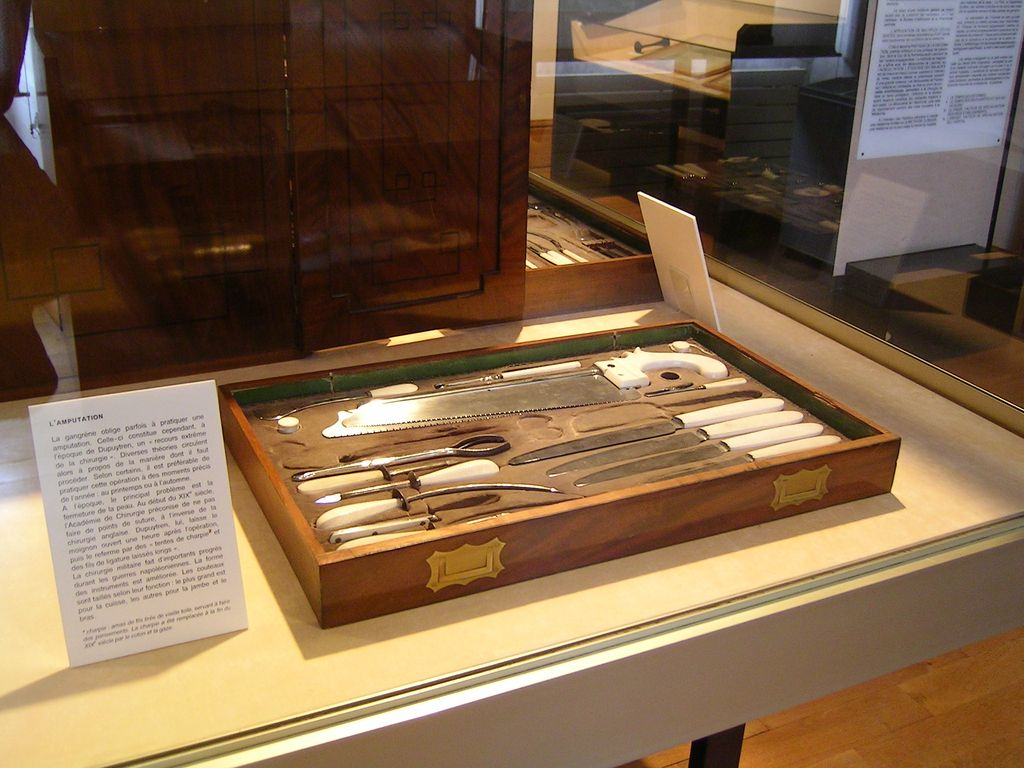
Instruments chirurgicaux.
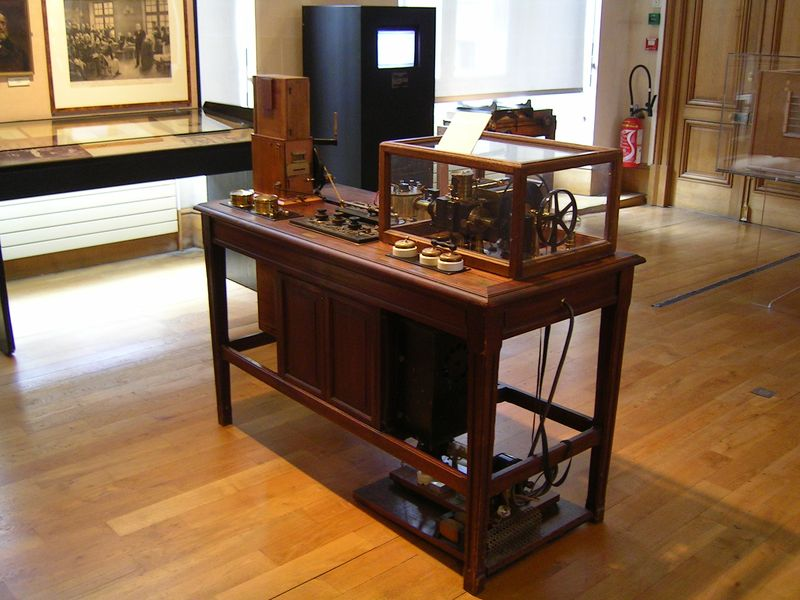
Ancien électrocardiogramme.
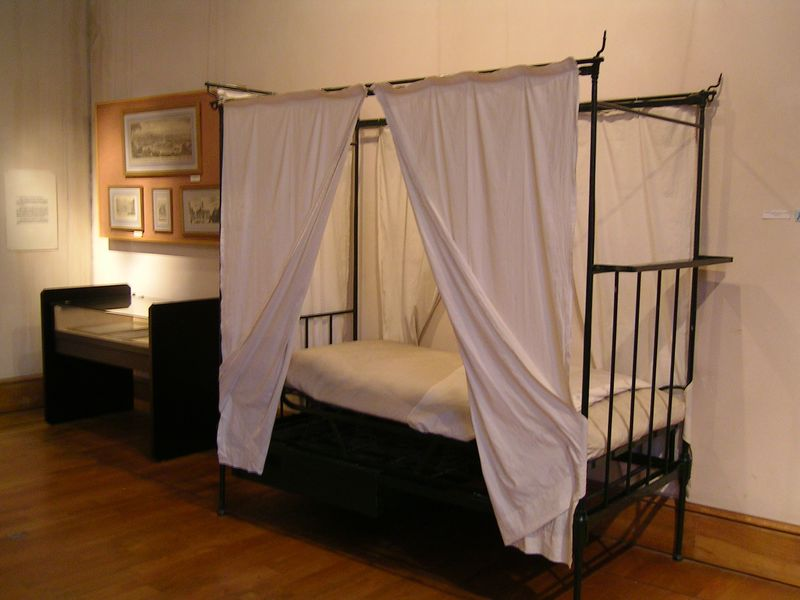
Lit de malade.

## L'Enclos des Bernardins
Depuis septembre 2012 et la vente de l'hôtel particulier, les nouveaux propriétaires ont renommé l'hôtel : Enclos des Bernardins. Du 7 au 22 septembre 2013, le magazine AD organise une exposition "AD intérieurs 2013, métamorphose," présentée dans l'Enclos des Bernardins, L'exposition met en "scène le talent de 15 décorateurs conviés à métamorphoser un hôtel particulier du XVIIe siècle, entre cour et jardin. Une demeure parisienne agencée comme un véritable lieu de vie, que découvre le visiteur en parcourant salons, chambres à coucher, salles à manger..." .
En 2016, l'Enclos des bernardins est de nouveau en vente.